# Colin Cooper
Colin Terence Cooper (ur. 28 lutego 1967 w Durham) – piłkarz angielski grający na pozycji obrońcy. W swojej karierze rozegrał 2 mecze w reprezentacji Anglii.

## Kariera klubowa
Swoją karierę piłkarską Cooper rozpoczął w klubie Middlesbrough. W 1985 roku awansował do kadry pierwszej drużyny. 8 marca 1986 zadebiutował w Division Two w przegranym 1:2 wyjazdowym meczu z Crystal Palace. W sezonie 1985/1986 spadł z Middlesbrough do Division Three. Natomiast w 1987 roku wywalczył z nim awans do Division Two, a w 1988 roku - do Division One. W sezonie 1988/1989 wrócił z Middlesbrough do Division Two. W 1991 roku przeszedł do Millwall za 300 tysięcy funtów. w Millwall spędził dwa lata.
Latem 1993 roku Cooper został sprzedany z Millwall do Nottingham Forest za 1,7 miliona funtów. W Nottingham swój debiut zanotował 15 sierpnia 1993 roku w zremisowanym 1:1 wyjazdowym meczu z Southend United. W sezonie 1993/1994 awansował z Nottingham z Division One do Premier League. Z kolei w sezonie 1997/1998 spadł z Nottingham z Premier League do Division One. Sezon 1998/1999 był ostatnim dla Coopera w Nottingham Forest.
22 sierpnia 1998 Cooper podpisał kontrakt z Middlesbrough, do którego przeszedł za kwotę 2,5 miliona funtów. Przez pierwsze trzy sezony był podstawowym zawodnikiem Middlesbrough. W 2004 roku został z niego wypożyczony do grającego w Division One, Sunderlandu. Swoją karierę piłkarską zakończył w 2006 roku.
| Sezon   | Klub              | Kraj   | Rozgrywki      | Mecze | Bramki |
| ------- | ----------------- | ------ | -------------- | ----- | ------ |
| 1985/86 | Middlesbrough     | Anglia | Division Two   | 11    | 0      |
| 1986/87 | Middlesbrough     | Anglia | Division Three | 46    | 0      |
| 1987/88 | Middlesbrough     | Anglia | Division Two   | 43    | 2      |
| 1988/89 | Middlesbrough     | Anglia | Division One   | 35    | 2      |
| 1989/90 | Middlesbrough     | Anglia | Division Two   | 21    | 2      |
| 1990/91 | Middlesbrough     | Anglia | Division Two   | 32    | 0      |
| 1991/92 | Millwall          | Anglia | Division Two   | 36    | 2      |
| 1992/93 | Millwall          | Anglia | Division One   | 41    | 4      |
| 1993/94 | Nottingham Forest | Anglia | Division One   | 37    | 7      |
| 1994/95 | Nottingham Forest | Anglia | Premier League | 35    | 1      |
| 1995/96 | Nottingham Forest | Anglia | Premier League | 37    | 5      |
| 1996/97 | Nottingham Forest | Anglia | Premier League | 36    | 2      |
| 1997/98 | Nottingham Forest | Anglia | Division One   | 35    | 5      |
| 1998/99 | Middlesbrough     | Anglia | Premier League | 32    | 1      |
| 1999/00 | Middlesbrough     | Anglia | Premier League | 26    | 0      |
| 2000/01 | Middlesbrough     | Anglia | Premier League | 27    | 2      |
| 2001/02 | Middlesbrough     | Anglia | Premier League | 18    | 2      |
| 2002/03 | Middlesbrough     | Anglia | Premier League | 20    | 0      |
| 2003/04 | Middlesbrough     | Anglia | Premier League | 19    | 0      |
| 2003/04 | Sunderland        | Anglia | Division One   | 3     | 0      |
| 2004/05 | Middlesbrough     | Anglia | Premier League | 15    | 0      |
| 2005/06 | Middlesbrough     | Anglia | Premier League | 1     | 0      |

## Kariera reprezentacyjna
W latach 1988–1989 Cooper rozegrał 8 meczów w reprezentacji Anglii U-21. W dorosłej reprezentacji zadebiutował 8 czerwca 1995 roku w zremisowanym 3:3 meczu Umbro Cup ze Szwecją, rozegranym w Leeds. W tym turnieju rozegrał także swój drugi i ostatni mecz w kadrze narodowej, z Brazylią (1:3).
| Mecze i gole w reprezentacji | Mecze i gole w reprezentacji | Mecze i gole w reprezentacji | Mecze i gole w reprezentacji | Mecze i gole w reprezentacji | Mecze i gole w reprezentacji | Mecze i gole w reprezentacji |
| #                            | Data                         | Stadion                      | Rywal                        | Wynik                        | Gol                          | Rozgrywki                    |
| 1995                         | 1995                         | 1995                         | 1995                         | 1995                         | 1995                         | 1995                         |
| ---------------------------- | ---------------------------- | ---------------------------- | ---------------------------- | ---------------------------- | ---------------------------- | ---------------------------- |
| 1.                           | 08.06.1995                   | Leeds, Anglia                | Szwecja                      | 3:3                          | 0                            | Umbro Cup 1995               |
| 2.                           | 11.06.1995                   | Londyn, Anglia               | Brazylia                     | 1:3                          | 0                            | Umbro Cup 1995               |